# 1935 ve fotografii
Tento článek obsahuje významné fotografické události v roce 1935.

## Události
- Hudebníci Leopold Mannes a Leopold Godowsky se podíleli na prvním barevném inverzním filmu kodachrome,[1] přičemž to komentovali, že Kodachrome byl vyroben Bohem a člověkem.[2][3]
- Byla založena agentura Farm Security Administration (FSA)

## Narození v roce 1935
- 7. ledna – Barry Lategan, anglický módní, redakční a komerční fotograf původem z Jihoafrické republiky, nejznámější díky svému objevu modelky Twiggy († 11. srpna 2024))
- 3. února – Ira Cohen, americký filmový režisér, herec, básník a fotograf († 25. dubna 2011)
- 15. února – Bertien van Manenová, nizozemská dokumentární fotografka († 26. května 2024)
- 28. února – Jan Bartůšek, český reportážní fotograf († 11. září 1993)
- 5. března – Letizia Battaglia, italská fotografka a fotožurnalistka († 13. dubna 2022)
- 25. března – Chiara Samugheo, italská neorealistická fotografka a fotožurnalistka († 13. ledna 2022)
- 1. dubna – Jean-Louis Swiners († 26. prosince 2019)
- 2. května – Marc Garanger, francouzský fotograf († 27. dubna 2020)
- 13. května – Jan Saudek, český fotograf
- 16. května – Zoltán Szalay, maďarský fotoreportér, který založil soutěž maďarské novinářské fotografie († 14. února 2017)
- 1. června – Claude Batho, francouzská fotografka známá svými detailními snímky domova a sérií o zahradě Clauda Moneta v Giverny († 5. srpna 1981)
- 7. června – český Rudolf Zukal, fotograf († 17. prosince 2010)
- 7. června – Rastislav Bero, slovenský architekt a fotograf
- 14. června – Robert M. Lindholm, americký fotograf († 16. dubna 2018)
- 14. července – Dick Waterman, americký spisovatel, propagátor a fotograf, který měl vliv na vývoj a nahrávání blues od 60. let 20. století († 26. ledna 2024)
- 23. července – Jurij Rybčinskij, sovětský a ruský fotograf a fotoreportér, čestný člen Svazu uměleckých fotografů Ruska († 11. března 2023)
- 29. července – Charles Harbutt, americký novinářský fotograf a fotožurnalista († 30. června 2015)
- 14. srpna – Akira Komoto, japonský umělec a fotograf († ?)
- 24. srpna – Miloš Budík, český fotograf přírody a dokumentu († 12. února 2023)
- 8. října – Jošikazu Minami, japonský fotograf a člen Japonské asociace profesionálních fotografů
- 18. října – Leonard Kamsler, 85, americký sportovní fotograf golfu (†  18. listopadu 2020)
- 20. října – Boris Spremo, kanadský fotožurnalista chorvatského původu, první fotoreportér, který obdržel Řád Kanady († 21. srpna 2017)
- 4. listopadu – Michael Busselle, anglický fotograf, cestovatel a spisovatel († 13. července 2006)
- 8. listopadu – Jan Byrtus, český fotograf († 27. července 1992)
- 18. listopadu – Erling Mandelmann, dánský portrétní fotograf († 14. ledna 2018)
- ? – Bohumil Dobrovolský, český amatérský-profesionální fotograf, zaměřoval se na živou reportážní fotografii, nejznámější jsou jeho fotografie srpnových událostí roku 1968 v Praze († asi 5. června 2024)
- ? – Akihiro Sakaki, japonský fotograf
- ? – Ahmad Aali, íránský fotograf a umělec († ?)
- ? – Jútokutaiši Akijama, japonský umělec a fotograf († 3. dubna 2020)
- ? – Michel Kameni, kamerunský fotograf († květen 2020)
- ? – Nogami Tóru, japonský fotograf († ?)
- ? – Evandro Teixeira, brazilský fotožurnalista, známý svými záznamy o represích vojenských diktatur v Brazílii a Chile, stejně jako o důležitých událostech, jako je smrt Pablo Nerudy (25. prosince 1935 – † 4. listopadu 2024)
- ? – Fred Jüssi, estonský biolog, spisovatel a fotograf přírody (29. ledna 1935 – † 1. prosince 2024)
- ? – Gian Paolo Barbieri, italský módní fotograf (1935 – †17. prosince 2024)
- ? – Joan Almondová, americká fotografka, pořizovala černobílé fotografie, cestovala do Maroka, Alžírska, Jeruzaléma, Egypta a Indie, zkoumala různorodé kultury a prostředí (3. června 1935 – † 28. srpna 2021)
- ? – Eduardo Gageiro, portugalský fotograf a fotožurnalista  (16. února 1935 – † 4. června 2025)
- ? – Václav Toužimský, český fotograf, jeho snímek tanku při kolizi s domem v Liberci ze srpna 1968 se stal symbolem sovětské opkupace Československa (8. května 1935 – 13. června 2025)

## Úmrtí v roce 1935
- 6. ledna – Pierre Charles Schoren, lucemburský fotograf a vydavatel pohlednic (* 8. června 1868)
- 19. března – Jaroslav Feyfar, lékař a fotograf (* 3. března 1871)
- 23. dubna – Wanda von Debschitz-Kunowski, německá fotografka (* 8. ledna 1870)
- 10. května – Hugues Krafft, francouzský fotograf a spisovatel (* 1. prosince 1853)
- 15. května – John Hertzberg, švédský fotograf, dvorní fotograf a fyzik (* 22. prosince 1871)
- 24. června – Guido Rey, italský alpinista a fotograf (* 20. listopadu 1861)
- 9. srpna – Blanche Reineke, americká fotografka se sídlem v Kansas City v Missouri (* 8. ledna 1863)
- 19. srpna – Martin Imboden, švýcarský fotograf (* 10. listopadu 1893)
- 25. září – Sarah Choate Sears, americká malířka a fotografka (* 5. května 1858)
- 21. října – Josef Seidel, český fotograf (* 2. října 1859)
- 2. listopadu – Ferdinand Flodin, švédský fotograf (* 10. února 1863)
- 1. prosince – Zikmund Reach, knihkupec, filatelista, sběratel fotografií a fotograf (* 19. března 1859)
- 19. prosince – James Aurig, německý fotograf (* 28. října 1857)
- ? – Ferdinand Flodin, švédský dvorní fotograf (* 1863)
- ? – Frederick Christian Palmer, anglický fotograf (* 1866)
- ? – Herbert Ponting, anglický fotograf (* 21. března 1870)
- ? – Eva Watson-Schütze, americká fotografka a malířka (* 16. září 1867)
- ? – Lucien Walery, francouzský fotograf (* 12. září 1863)
- ? – Astri Aasenová, norská malířka a fotografka, vytvořila sérii malovaných portrétů účastníků prvního sámského shromáždění v roce 1917 (* 3. září 1875 – 10. října 1935)